# Aeropuerto de Babushara
El Aeropuerto Internacional de Babushara (ruso: Междунароный аэропорт Бабушара - Mezhdunarodniy aeroport Babushara), también es conocido como Sujum-Dranda (ruso: Сухум-Дранда)  o Sujum Babushera (ruso: Сухум-Бабушера), es el aeropuerto de la ciudad de Sujumi. Es el único aeropuerto internacional de Abjasia, región separatista de Georgia. 

## Descripción
Construido a mediados de la década de 1960, se encuentra en el pueblo de Babushara, en el distrito de Gulripshi, a 25 kilómetros al sur de la ciudad de Sujumi. En los tiempos soviéticos, el aeropuerto tenía conexión con las principales ciudades de la URSS, y conectaba por helicóptero diversas poblaciones de Abjasia. Fue cerrado en 1993. Reúne los estándares internacionales pudiendo recibir cualquier tipo de avión. Por el sur, este y norte está rodeado por las tierras llanas de Koljeti, y en el oeste por el mar Negro, por lo que se puede tomar tierra desde las dos direcciones, lo que diferencia claramente este aeropuerto del de Sochi.

## Especificaciones
Es un campo de aviación de primera clase, con pista de aterrizaje de 4.1 kilómetros de largo, siendo una de las más largas de la Comunidad de Estados Independientes. En la década de 1960 la terminal aérea fue abierta. A finales de la década de 1970 se reforzó la pista con cemento armado, incrementando el grosor de la pista a 20 centímetros, así como construyendo una plataforma adicional para poder estacionar las aeronaves de fuselaje ancho tipo Ilyushin Il-86. En la década de 1980 se extendió la pista de aterrizaje para poder recibir grandes aviones de pasajeros. El primer vuelo de grandes aviones de pasajeros fue al línea Moscú-Sujumi-Moscú.

## Conflicto de 1993
Tanto el aeropuerto como sus alrededores fueron campo de batalla en la Batalla de Sujumi de la guerra de Abjasia, y más específicamente en el Bloqueo del aeropubrto de Sujumi entre el 21 y 23 de septiembre se derribaron diversos aviones con un resultado de más de un centenar de muertos.
Durante el conflicto, el aeropuerto de Babushara fue utilizado por las fuerzas georgianas, mientras que el Aeropuerto de Bamboura estuvo en manos abjasas.

## Aeropuerto después del conflicto
Después de la guerra de Abjasia, en la zona del aeropuerto se encuentran algunos aviones abandonados, 2 Tupolev Tu-154, 1 Tupolev Tu-134, y el avión personal de Eduard Shevardnadze, un Yakovlev Yak-40. Todos los tupolev están convertidos en chatarra. En la zona también se encuentran un buen número de minas, incluso en la pista de aterrizaje. Después del desminado, los habitantes de la zona usaron los terrenos disponibles para la agricultura, principalmente el cultivo de maíz.
En los terrenos frente a la terminal aérea, se ha colocado un monumento al primer comandante del aeropuerto, asesinado en 1989. Desde 1998 a 2000 el antiguo edificio de la terminal fue reparado, y fue utilizado para usos de intendencia, y se utilizó como restaurante. En 1999, se acristaló las paredes de la nueva terminal con la intención de utilizarlo como aeropuerto auxiliar, pero en julio de 2000 se produjo un tornado en el aeropuerto, rompiendo buena parte de los mismos. El aeropuerto es la base de operaciones de la línea nacional "Abkhaz Airlines", y también usado por la Misión de Observación de las Naciones Unidas en Georgia.
El 11 de agosto de 2008, durante la guerra de Osetia del Sur, aterrizó en el aeropuerto por primera vez en 15 años, un transporte militar procedente de Rusia, transportando paracaidistas y material militar.
El 14 de septiembre de 2008, aterrizó por primera vez en 15 años un avión civil, el ministro de Asuntos Exteriores de Rusia, Serguéi Lavrov.